# Massaker von Metgethen

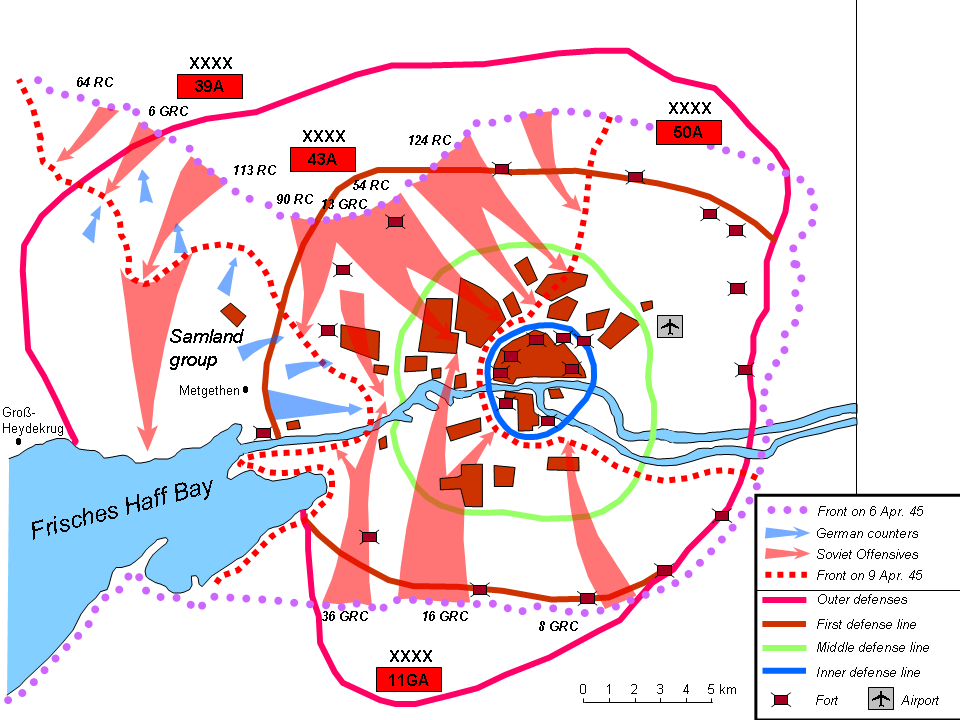
Metgethen in der Schlacht um Königsberg im April 1945

Als „Massaker von Metgethen“ oder „Greuel in Metgethen“ werden Kriegsverbrechen bezeichnet, die Soldaten der Roten Armee im Februar 1945 während einer Besetzung des Königsberger Vorortes Metgethen, heute Alexander-Kosmodemjanski-Siedlung, an deutschen und ukrainischen Zivilpersonen begangen haben.

## Ausgangssituation
Ende Januar 1945 hatte die Rote Armee in der Schlacht um Ostpreußen im Samland das befestigte Königsberg westlich umgangen und war bei Groß Heydekrug bis an das Frische Haff vorgestoßen. Damit waren Straße und Bahnlinie zum Ostseehafen in Pillau, die bisher den Deutschen die Versorgung bzw. Evakuierung des belagerten Königsberg ermöglicht hatten, abgeschnitten. In der Nacht zum 1. Februar wurde bei diesem sowjetischen Vorstoß auch Metgethen eingenommen. Im Ort und dem gleichfalls besetzten benachbarten Waldgebiet befand sich zu dieser Zeit eine unbekannte Anzahl von Zivilpersonen, außer Einwohnern auch Flüchtlinge und eine größere Anzahl ukrainischer Zwangsarbeiter.
Als am 19. Februar 1945 deutsche Truppen den Korridor Pillau-Königsberg zurückerobern konnten, wurde bei Metgethen eine große Zahl getöteter Zivilisten entdeckt, deren Leichen in vielen Fällen Anzeichen von Vergewaltigungen, Verstümmelungen und Schlägen aufgewiesen haben sollen.

## Berichte
Einer der Tatortzeugen war Hermann Sommer, nach eigener Darstellung Hauptmann im Stab des Festungskommandanten General Otto Lasch und der Wehrmacht-Kommandantur Königsberg, sowie zuständig für die Unterbringung der Truppen, die „Kasernierung der Ausländer“ und „Kommandeur des Kriegsgefangenenwesens“. Sommer gab 1951 eine eidesstattliche Erklärung ab, aus der Perspektive eines nicht unparteiischen Zeugen, dem daran gelegen war, Zeugnis von den aus seiner Sicht unzweifelhaften „Grausamkeiten der russischen Kriegsführung“ abzulegen. Der Bericht Sommers ist deshalb zwar mit Vorsicht aufzunehmen, hat aber aufgrund der diesem Zeitzeugen verfügbar gewesenen Informationen besondere Bedeutung. Sommer zufolge wurden nach der Rückeroberung Metgethens „neben den über den ganzen Ort verstreuten Einzelleichen zwei besonders große Leichenhügel“ entdeckt, „in denen etwa 3 000 meist Frauen-, Mädchen- und Kinderleichen enthalten waren.“ Entgegen späteren Darstellungen, die den Bericht Sommers selektiv auswerten und nur die Opfer in der deutschen Zivilbevölkerung besonders herausstellen, war laut Sommer „ein Großteil der Leichen nicht deutscher, sondern russischer Nationalität“. Gemeint waren damit die im Ort und im angrenzenden Waldgebiet anwesenden Ukrainer, von denen laut Sommer nach der sowjetischen Einnahme des Gebiets „der größte Teil der Männer sofort in russische Strafabteilungen eingegliedert und der Rest erschossen“ wurde. Sommers Vorgesetzter, der Festungskommandant Otto Lasch, gab in seiner nach der Rückkehr aus der sowjetischen Gefangenschaft 1958 veröffentlichten Autobiographie keine entfernt vergleichbar hohe Opferzahl an, sondern bezifferte lediglich für einen der Einzelfunde eine Anzahl von „32 Zivilisten“, die „auf einem eingezäunten Tennisplatz zusammengetrieben und durch eine elektrisch gezündete Mine in die Luft gesprengt worden waren.“ Die "Westfälische neueste Nachrichten" berichteten in ihrer Ausgabe vom 24. März 1945 auf Seite eins lediglich von drei mit Kopfschuss vorgefundenen Zivilisten, deren Gepäck geplündert worden war.
Laut Sommer wurde eine Spezialkommission zur Identifizierung der Opfer und Klärung des Hergangs gebildet, die „mehrere hundert Leichen“ fotografierte und Aussagen von Tatzeugen protokollierte. Ein Teil dieser Materialien wurde dann in Sommers eigener Dienststelle verwahrt und diente dort einem doppelten Zweck. Zum einen wurden dort von Abwehroffizieren und Kriminalbeamten Kriegsgefangene aus dem betreffenden Frontabschnitt verhört, um den Tathergang weiter aufzuklären: laut Sommer gaben dabei „mehrere Hundert Kriegsgefangene“ Aussagen zur Behandlung der Ukrainer zu Protokoll. Zum anderen diente seine Dienststelle als Anlaufstelle für die Zivilbevölkerung, um Angehörige unter den Opfern zu identifizieren.
Außerdem veröffentlichte die Gauleitung anhand solcher Materialien Plakate, eine Denkschrift „Denkt an Metgethen!“ und weitere Propagandamaterialien, angeblich – so Sommer – um „die Bevölkerung zum Verlassen der Stadt zu bewegen“. Tatsächlich hatte die Gauleitung bis Mitte Januar 1945 eine Räumung des Gebiets strikt untersagt, und für eine Flucht aus Ostpreußen keine Vorbereitungen getroffen, weshalb dem verantwortlichen Gauleiter Erich Koch und seinem örtlichen Untergebenen Alfred Fiedler zuweilen eine wesentliche Mitschuld an den Opfern in der Zivilbevölkerung zugeschrieben wurde.
Die Dienststelle Hermann Sommers in Königsberg wurde laut dessen Aussage mitsamt allen dort befindlichen Materialien am 2. April 1945 durch einen Artillerie-Treffer zerstört. Auch anderweitig scheint sich von den Untersuchungs- und Propagandamaterialien nichts erhalten zu haben, mit Ausnahme möglicherweise eines heute in der Library of Congress archivierten Albums mit 26 Fotografien, das betitelt ist mit „Bildbericht über von den Bolschewisten ermordete und geschändete Deutsche in Metgethen“ und einen Besitzvermerk „Der Kommandeur der Sicherheitspolizei, Königsberg Pr.“ aufweist. Eine wissenschaftliche Untersuchung zur Authentizität dieser Fotografien liegt bisher nicht vor.